# Erika-Simon-Stiftung

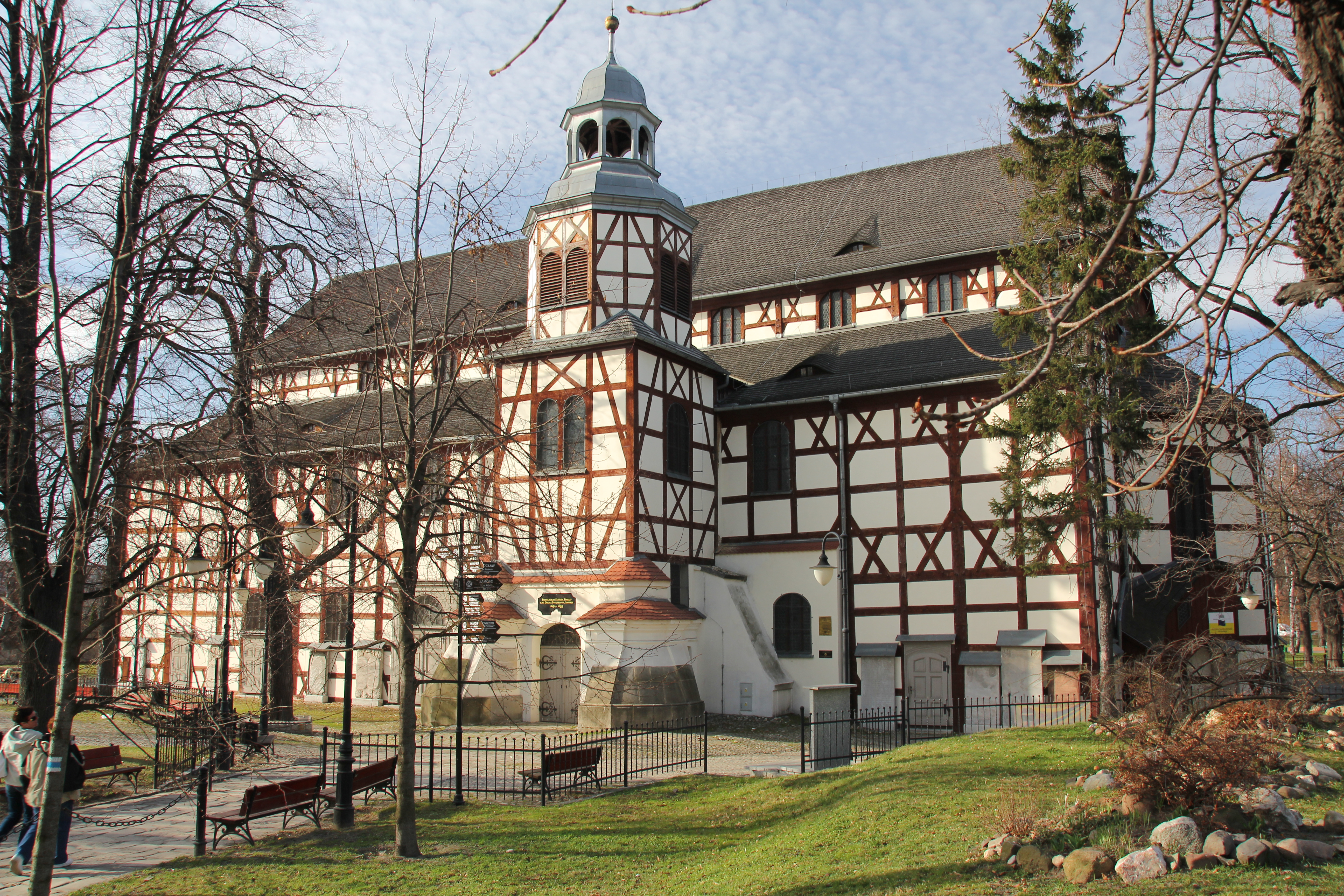
Mehrfache Unterstützung von Sanierungsarbeiten an der Friedenskirche Jauer

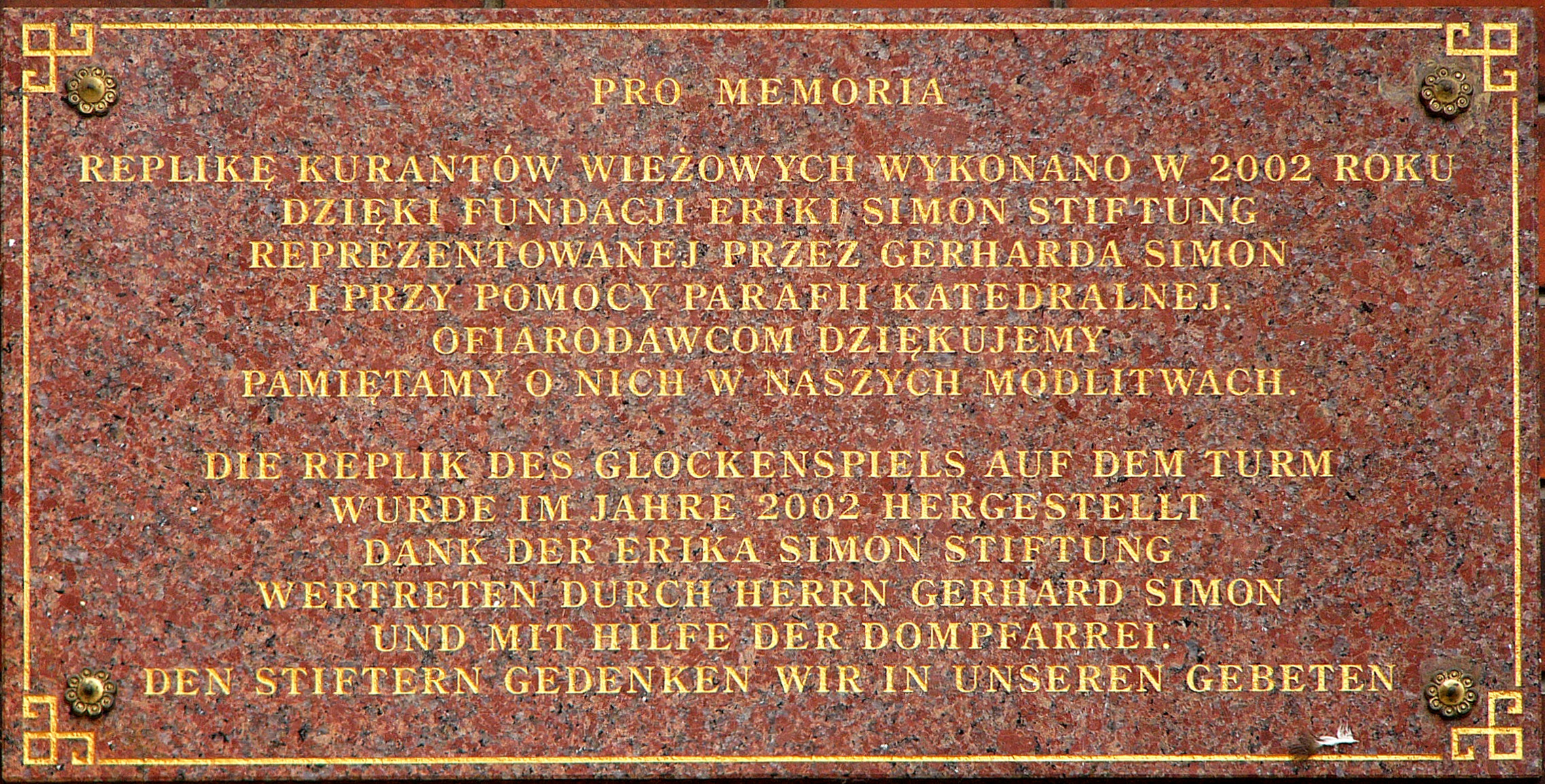
Eine Tafel an der evangelischen Liebfrauenkirche in Liegnitz

Die Erika-Simon-Stiftung wurde 1993 von dem Unternehmer Gerhard Simon (1914–2008) mit einem ursprünglichen Stiftungskapital von 200.000 DM gegründet. Das Ziel der Stiftungsarbeit umfasst die Sicherung des kulturellen Erbes in ehemaligen deutschen Ostgebieten, fokussiert aber auf deutsche Kunst und Kultur in Schlesien. Einen Schwerpunkt bildet dabei der Erhalt der dortigen Friedenskirchen. Daneben ist die völkerverbindende Begegnung von deutschen und polnischen Jugendlichen – besonders zur Pflege des deutschen Sprachgutes – förderungswürdig. Die Stiftung wurde im Jahr 2014 vom Niedersächsischen Ministerium für Inneres und Sport mit dem „Sonderpreis des Kulturpreises Schlesien“ ausgezeichnet.
Der Sitz der Stiftung befindet sich in Rinteln. Sie wirkt unter der Schirmherrschaft von Alfons Nossol, dem emeritierten Erzbischof von Oppeln. Der Stiftungsvorstand besteht aus Waltraud Simon (1. Vorsitzende), dem Historiker Arno Herzig und dem Hochschullehrer Wilhelm Ahrens.

## Stiftungsprojekte
- Liegnitz / Legnica: (Woiwodschaft Niederschlesien): 2002 wurde eine Replik des 1943 eingeschmolzenen Glockenspiels an der St.-Peter-und-Paul-Kathedrale gestiftet. 2011 wurde dem Kupfermuseum eine Glocke aus dem Probeguss für das Glockenspiel aus dem Jahr 1893 übergeben
- Liegnitz / Legnica: 2000 erfolgte die Restaurierung der Orgel in der evangelischen Liebfrauenkirche Liegnitz
- Jauer / Jawor (Woiwodschaft Niederschlesien): In der Friedenskirche (Weltkulturerbe) wurden in den Jahren 2002 bis 2005 der Altar, die Kanzel, die Taufkapelle und ein Beichtstuhl restauriert. Außerdem wurde die Reparatur des Geläuts der Kirche mitfinanziert.
- Jauer / Jawor: Rekonstruktion des Auguste-Viktoria-Hauses
- Lauban / Lubań (Powiat Lubański): Bei der Frauenkirche wurde das Dach restauriert.
- Hirschberg / Jelenia Góra (Woiwodschaft Niederschlesien): In der Gnadenkirche wurde das Altarbild restauriert. Außerdem wurden einige der übermalten deutschen Bibelverse an den Emporen wieder freigelegt.
- Hirschberg / Jelenia Góra: Instandsetzung des Daches der evangelischen Bethauskirche
- Bad Warmbrunn / Cieplice Śląskie Zdrój (Stadtteil der Stadt Jelenia Góra, Woiwodschaft Niederschlesien): In der Bethauskirche der evangelischen Pfarrgemeinde wurden 2001 die Kosten für die Restaurierung liturgischer Geräte übernommen. Diese waren vor Ende des Zweiten Weltkrieges im Garten des Pfarrhauses vergraben worden.
- Hermsdorf / Sobięcin (Powiat Jeleniogórski, Woiwodschaft Niederschlesien): In der katholischen Kirche wurde der Lüster restauriert.
- Muhrau / Morawa (Powiat Świdnicki, Gemeinde Strzegom): In dem Schloss haben die Nachkommen der Familie Wietersheim-Kramsta einen Kindergarten und eine Bildungsstätte mit Übernachtungsmöglichkeiten eingerichtet. Die Stiftung hat die Renovierung des Daches mitfinanziert.[4] In dem Kindergarten werden 30 Kinder von 4 bis 5 Jahren aus sozialschwachen Familien aus der Umgebung kostenlos nach dem pädagogischen Konzept von Maria Montessori betreut.
- Winkeldorf / Kąty Bystrzyckie (Powiat Kłodzki, Gemeinde Lądek-Zdrój): Die Stiftung hat eine Beihilfe zur Restaurierung eines alten schlesischen Vierseithofes, des Gottwaldhofs, als Museum gewährt.
- Neisse / Nysa (Powiat Nyski, Woiwodschaft Oppeln): Der Bau und die Ausstattung der Schatzkammer St. Jakobus im Glockenturm des Doms zu Neisse wurden  von der Stiftung mitfinanziert. Nach dem Vorschlag von Gerhard Simon wurde die Ganz-Glas Konstruktion vor dem alten unverputzten Mauerwerk als Ausstellungsstück in die Schatzkammer einbezogen und dem Besucher die sakralen Ausstellungsstücke auf diese Weise  nahegebracht.
- Lubowitz / Łubowice (Gemeinde Rudnik, Powiat Raciborski, Woiwodschaft Schlesien): Der Müllermeister Gerhard Simon hatte es sich zur Aufgabe gemacht, die nach dem Krieg ruinierte Mühle in Lubowitz wiederherzustellen. Die Mühle steht unter Obhut des Eichendorff-Vereins und dient heute als technisches Museum.

Im Jahr 2006 erwarb die Stiftung anlässlich eines Konzertes der japanischen Pianistin Junko Shioda einen historischen Steinway-Flügel als Dauerleihgabe für das Bonner Haus Schlesien.

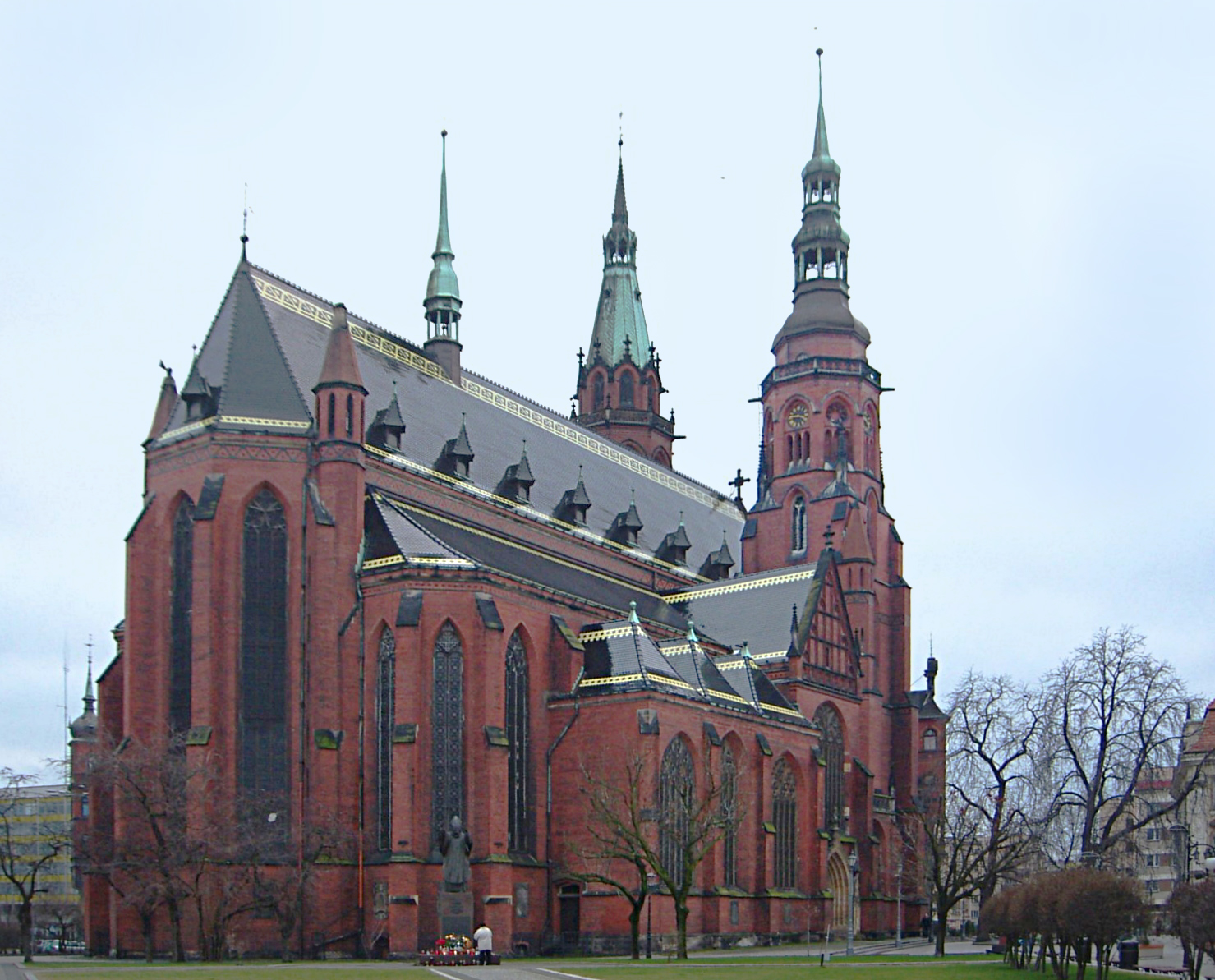
St.-Peter-und-Paul-Kathedrale Liegnitz
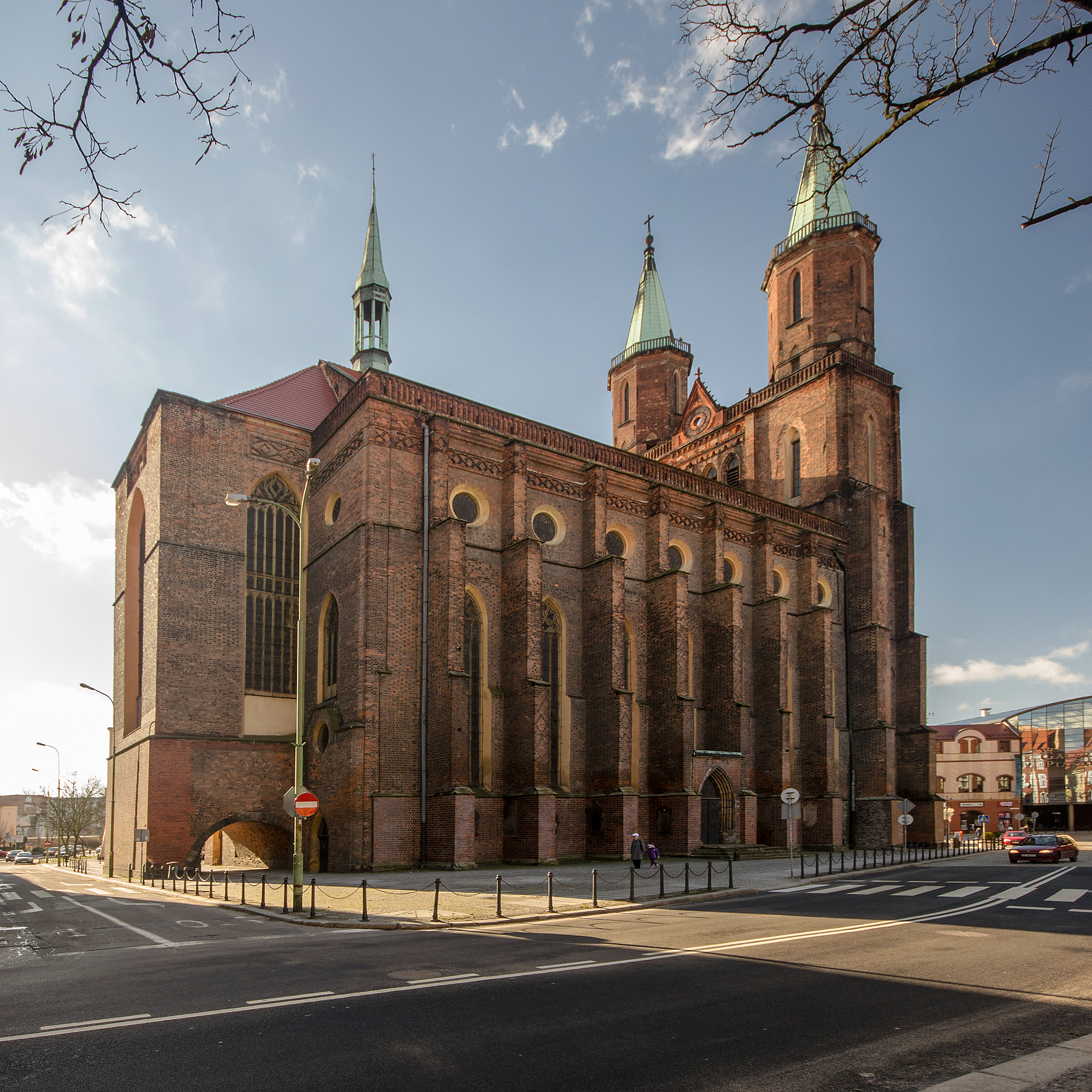
Evangelische Liebfrauenkirche Liegnitz
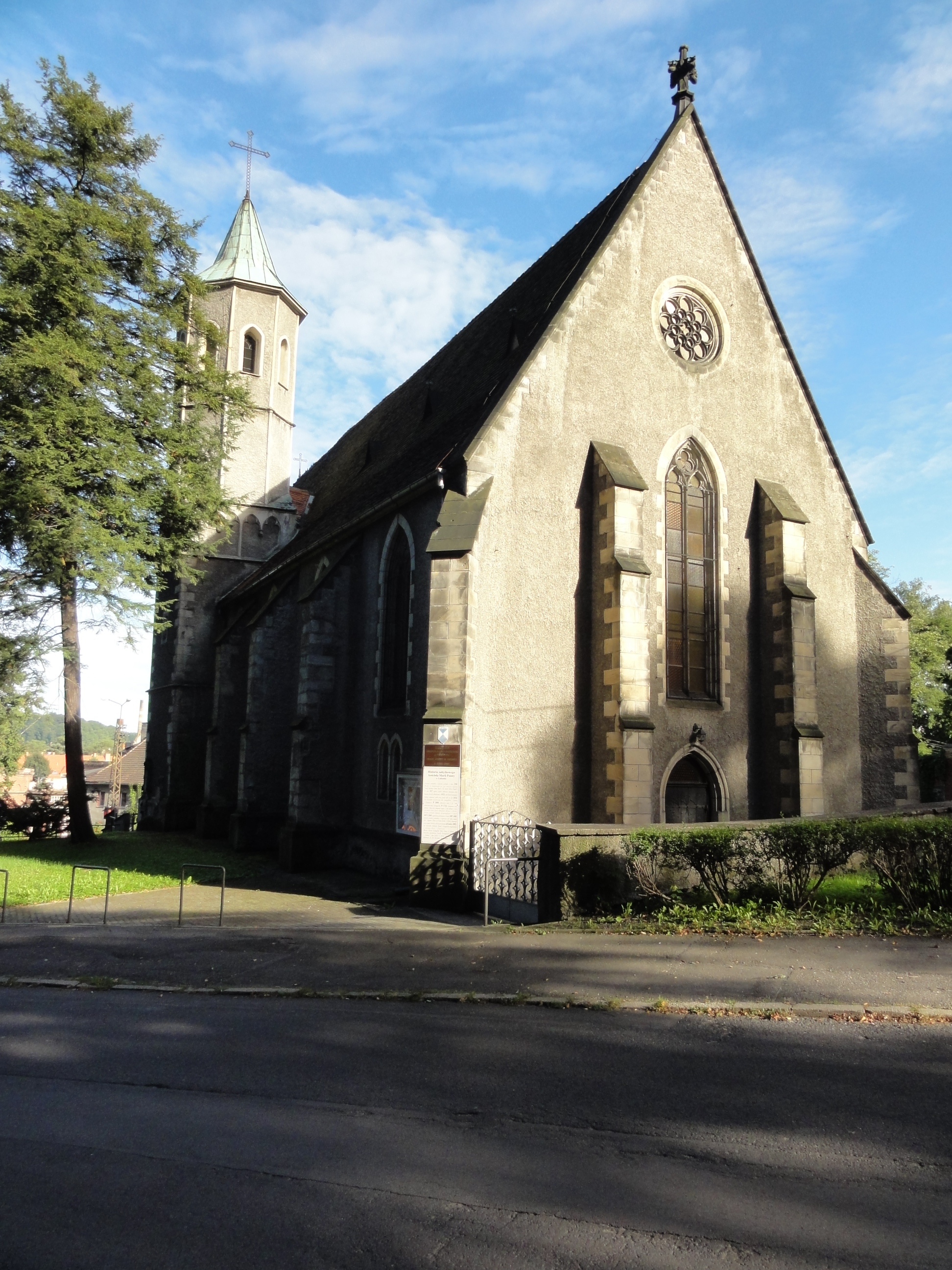
Frauenkirche Lauban
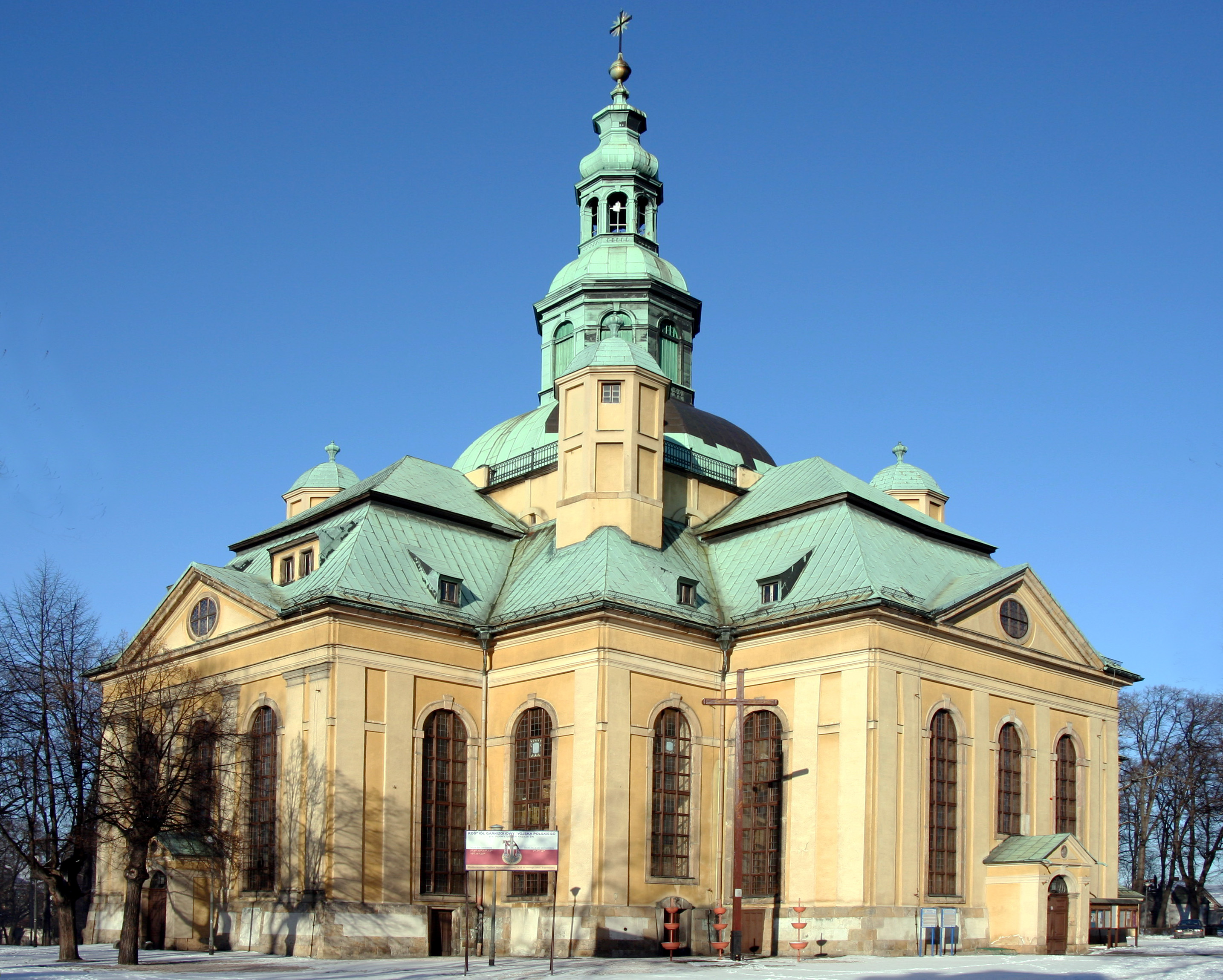
Gnadenkirche Hirschberg
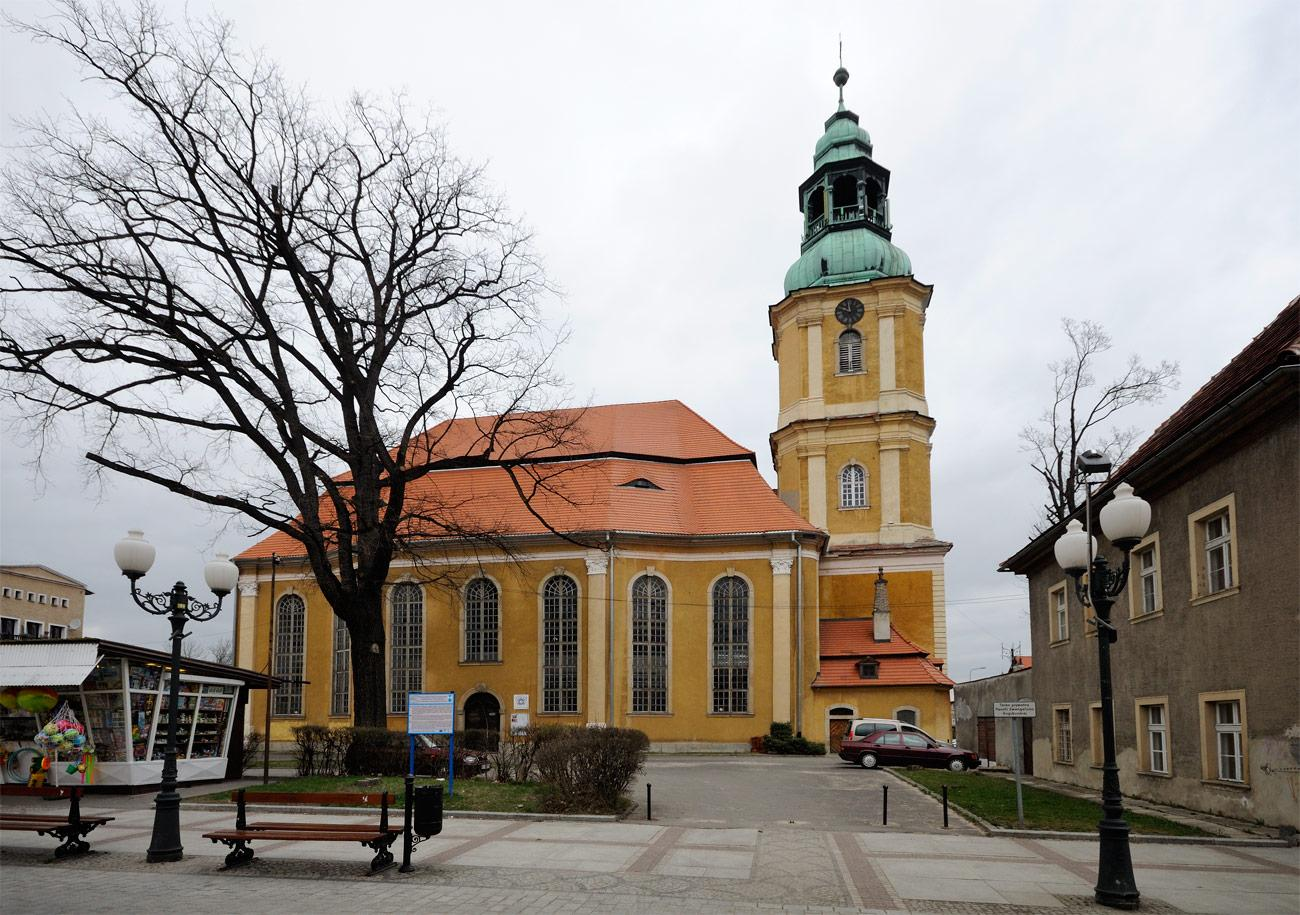
Evangelische Bethauskirche Hirschberg
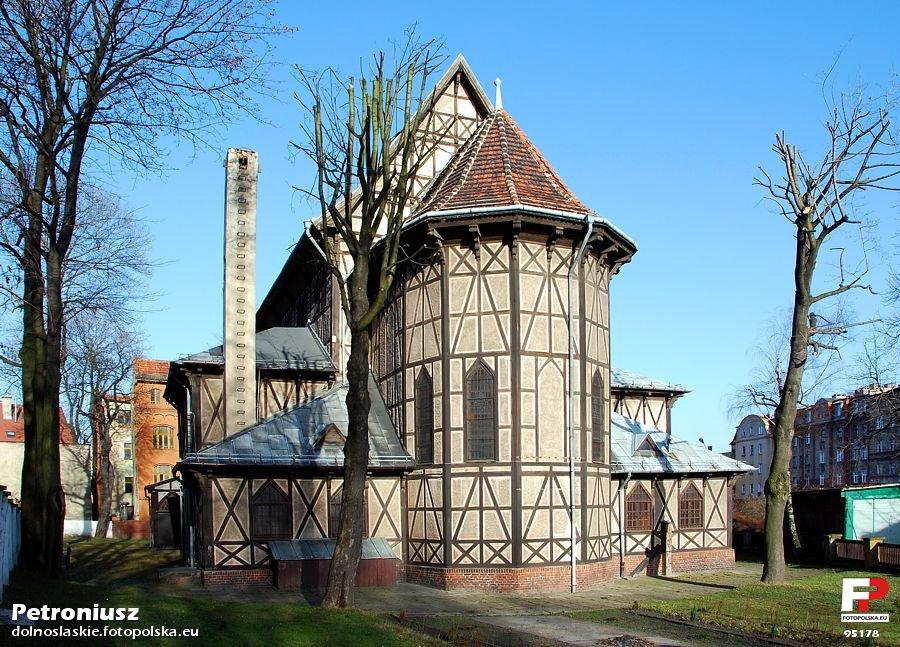
Katholische Kirche Hermsdorf
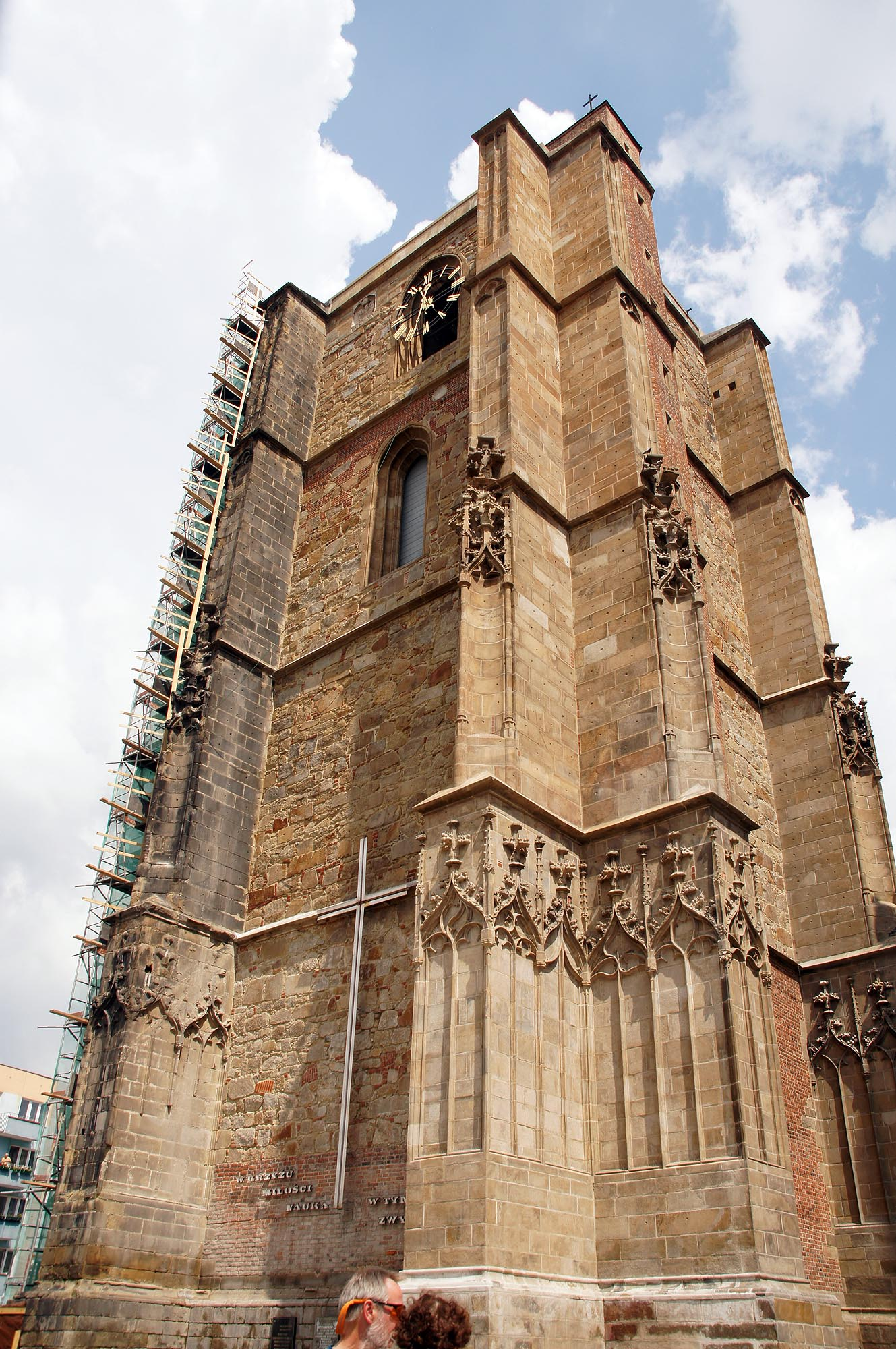
Glockenturm Neisse
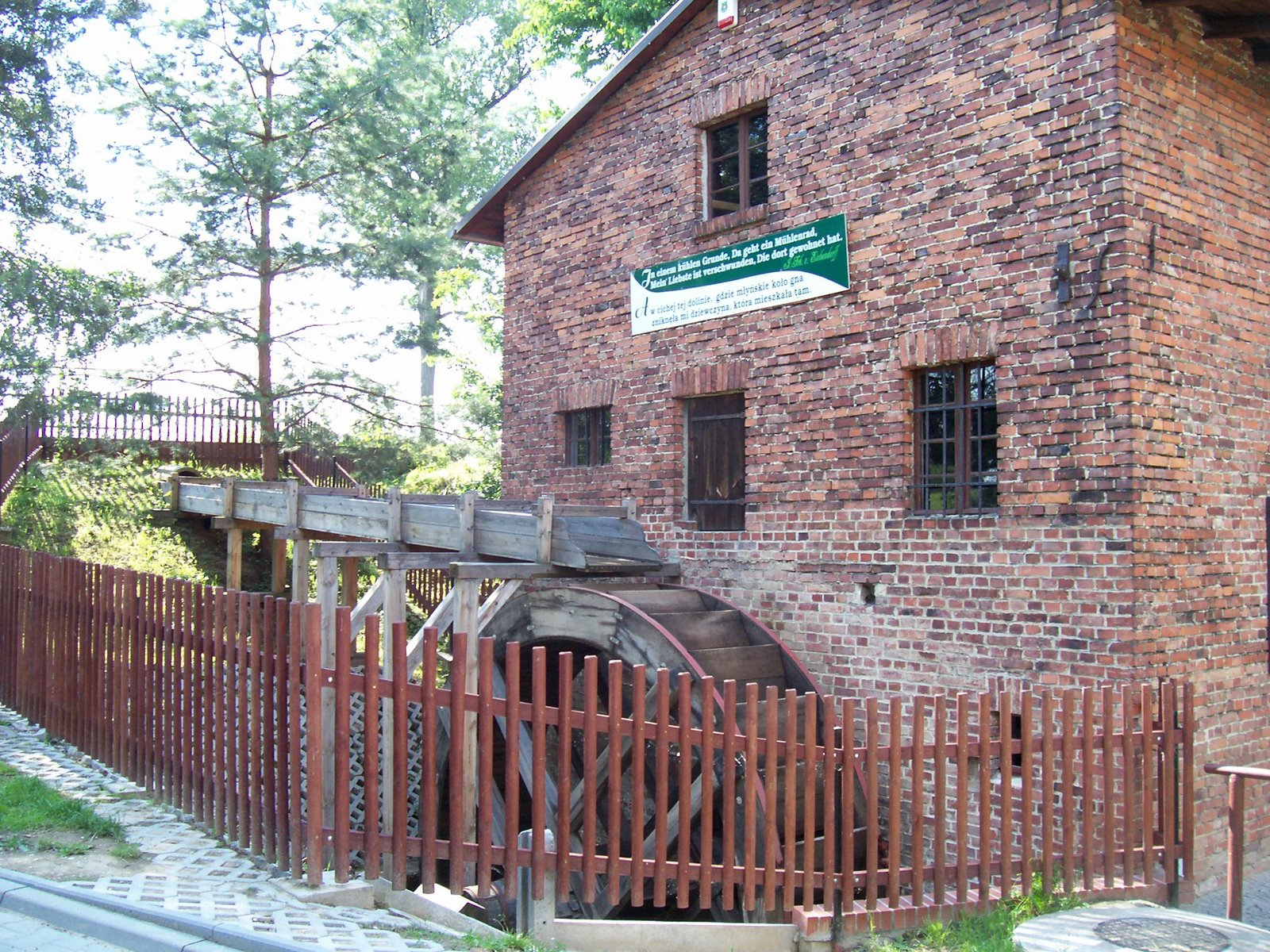
Wassermühle Lubowitz